# Orthorhyncus cristatus

Orthorhyncus cristatus

Orthorhyncus cristatus là một loài chim trong họ Chim ruồi.